# Arbeidshof
Het arbeidshof behandelt in België het hoger beroep tegen vonnissen van de arbeidsrechtbank.  Een uitspraak van het arbeidshof wordt arrest genoemd.
Er zijn in het land vijf arbeidshoven, die hetzelfde (territoriale) rechtsgebied hebben als de vijf hoven van beroep:
| Zetel     | Gerechtelijk gebied | Gebied (provincies)                                                            |
| --------- | ------------------- | ------------------------------------------------------------------------------ |
| Antwerpen | Antwerpen           | Provincies Antwerpen en Limburg                                                |
| Bergen    | Bergen              | Provincie Henegouwen                                                           |
| Brussel   | Brussel             | Provincies Vlaams-Brabant, Waals-Brabant en het Brussels Hoofdstedelijk Gewest |
| Gent      | Gent                | Provincies West-Vlaanderen en Oost-Vlaanderen                                  |
| Luik      | Luik                | Provincies Luik, Namen en Luxemburg                                            |

Er zijn evenwel regionale afdelingen in Brugge, Hasselt, Namen en Neufchâteau.
De arbeidshoven van Antwerpen, Brussel en Gent behandelen zaken in het Nederlands. De arbeidshoven van Bergen, Brussel en Luik behandelen zaken in het Frans, terwijl het arbeidshof van Luik ook zaken in het Duits behandelt.
Elk arbeidshof heeft een auditoraat-generaal, die de rol van het Openbaar Ministerie vervult voor het hof.  Het auditoraat-generaal staat onder leiding van de procureur-generaal bij het hof van beroep.  De dagelijkse leiding is in handen van de eerste advocaat-generaal bij het arbeidshof.
Arbeiders en bedienden mogen zichzelf verdedigen of zich laten verdedigen door een advocaat of volmachtdrager van de vakbond. Werkgevers mogen zichzelf verdedigen of zich laten verdedigen door een advocaat.